# جوش ماكولي
جوش ماكولي (بالإنجليزية: Josh Macauley)‏ هو لاعب كرة قدم بريطاني في مركز الهجوم، ولد في 2 مارس 1991 في ليفربول في المملكة المتحدة. لعب مع نادي آبريستويث تاون ونادي بالا تاون ونادي ترانمير روفرز.

## وصلات خارجية
- جوش ماكولي على موقع قاعدة بيانات كرة القدم.إي يو (الإنجليزية)
- جوش ماكولي على موقع Soccerbase.com (لاعب) (الإنجليزية)